# Heikki Klemetti

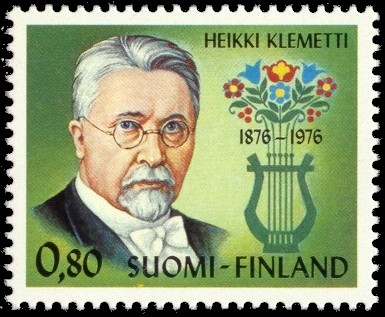
Heikki Klemetti

Heikki Valentin Klemetti, född 14 februari 1876 i Kuortane, död 26 augusti 1953 i Helsingfors, var en finländsk musiker och orkesterledare. Han var gift med Armi Klemetti.
Han studerade vid Helsingfors universitet och vid orkesterskolan, senare i Berlin vid Sterns konservatorium och vid kyrkomusikaliska akademin. Han var lärare i musikhistoria vid Helsingfors musikinstitut 1909–19 och från 1916 lärare i kyrkomusik vid Helsingfors universitet.
Klemetti har varit banbrytande inom finländsk körsång. År 1900 grundade han sångföreningen Suomen Laulu, som först var en manskör men som 1907 ombildades till en  blandad kör. Med denna företog han flera resor utomlands. Han var även verksam som musikkritiker för Uusi Suomi, författare och tonsättare. Hans samling av skolsånger "Piae Cantiones" (1911) är spridd bland finska körer.
Han är begravd på Sandudds begravningsplats i Helsingfors.